# Sojoez TMA-15M
Sojoez TMA-15M was een ruimtevlucht naar het Internationaal ruimtestation ISS die op 23 november 2014 werd gelanceerd. De Sojoez vervoerde drie bemanningsleden voor ISS Expeditie 42. Het was de 124e vlucht van een Sojoez-ruimteschip, na de eerste lancering in 1967. De Sojoez keerde terug naar de aarde op 11 juni 2015 met de bemanning van ISS Expeditie 43. Het drietal kwam op 162 km zuidoostelijk van Jezqazğan neer.

## Bemanning
| Positie           | Ruimtevaarder                               |                                             |
| ----------------- | ------------------------------------------- | ------------------------------------------- |
| Bevelhebber       | Anton Sjkaplerov, RSA 2e ruimtevlucht       | Anton Sjkaplerov, RSA 2e ruimtevlucht       |
| Flight Engineer 1 | Samantha Cristoforetti, ESA 1e ruimtevlucht | Samantha Cristoforetti, ESA 1e ruimtevlucht |
| Flight Engineer 2 | Terry Virts, NASA 2e ruimtevlucht           | Terry Virts, NASA 2e ruimtevlucht           |

## Reservebemanning
| Positie           | Ruimtevaarder           |                         |
| ----------------- | ----------------------- | ----------------------- |
| Bevelhebber       | Oleg Kononenko, RSA     | Oleg Kononenko, RSA     |
| Flight Engineer 1 | Kimiya Yui, JAXA        | Kimiya Yui, JAXA        |
| Flight Engineer 2 | Kjell N. Lindgren, NASA | Kjell N. Lindgren, NASA |

TMA-1 · TMA-2 · TMA-3 · TMA-4 · TMA-5 · TMA-6 · TMA-7 · TMA-8 · TMA-9 · TMA-10 · TMA-11 · TMA-12 · TMA-13 · TMA-14 · TMA-15 · TMA-16 · TMA-17 · TMA-18 · TMA-19 · TMA-01M · TMA-20 · TMA-21 · TMA-02M · TMA-22 · TMA-03M · TMA-04M · TMA-05M · TMA-06M · TMA-07M · TMA-08M  · TMA-09M · TMA-10M · TMA-11M · TMA-12M · TMA-13M · TMA-14M · TMA-15M · TMA-16M · TMA-17M · TMA-18M · TMA-19M · TMA-20M